# Ernest Delamont
Ernest Delamont (Prada, 1830 - Bordeus, 1881) va ser un historiador nord-català que presidí el sindicat del canal de Boera.

## Obra
Va publicar estudis sobre Pere Orsèol i Jacint Rigau, i va indagar en les relacions entre França i la Corona d'Aragó. La seva obra més important però, és una monografia titulada Histoire de la ville de Prades en Conflent, des communes du canton et de l'abbaye royale de Saint-Michel-de-Cuxa (1878).

### Publicacions
- «France et Aragon. La croisade de 1285, ses causes, ses résultats et ses suites». Bulletin de la Société, agricole scientifique et littéraire des Pyrénées-Orientales, nº 21, 1874, pàg. 394-454.[Enllaç no actiu] Edició facsímil:  France et Aragon la croisade de 1285 ses causes, ses résultats et ses suites.  Nîmes: C. Lacour, 1999 (coll. Rediviva). ISBN 2-84406-657-7.[Enllaç no actiu]
- Histoire de la ville de Prades en Conflent, (Province de Roussillon.), des communes du canton et de l'abbaye royale de Saint-Michel de Cuixa.  Perpinyà: Imprimerie de l'Indépendant, 1878. Reedició facsímil parcial:  Histoire de la ville de Prades en Conflent.  París: Office d'édition du livre d'histoire, 1997 (coll. Monographies des villes et villages de France).[Enllaç no actiu]
- Notice historique sur la poste aux lettres dans l'Antiquité et en France.  Bordeaux: impr. de A. Perey, 1870.[Enllaç no actiu]
- Siège de Perpignan. 1641-1642. Extrait de l'Histoire du Roussillon depuis 1639 jusqu'à nos jours.  Perpinyà: Imprimerie de l'Indépendant, 1873. («exemplar digitalitzat».)
- Siéges soutenus par la ville d'Argelès en Vallespir, province de Roussillon.  Bordeaux: imp. de Mme Crugy, 1861.[Enllaç no actiu] Edició facsímil:  Siéges soutenus par la ville d'Argelés en Vallespir province du Roussillon.  Nîmes: C. Lacour, 2003 (coll. Rediviva). ISBN 2-7504-0216-6.[Enllaç no actiu]
- «Pierre Orseolo doge de Venise mort moine à Saint-Michel-de-Cuxa (918-987)». Bulletin de la Société, agricole scientifique et littéraire des Pyrénées-Orientales, nº 17, 1868, pàg. 203-221.[Enllaç no actiu]
- «Hyacinthe Rigaud». Bulletin de la Société, agricole scientifique et littéraire des Pyrénées-Orientales, nº 19, 1872, pàg. 321-360.[Enllaç no actiu]